# Baudilio Jáuregui
Pour les articles homonymes, voir Jáuregui.
Baudilio Jorge Jáuregui (né le 9 juillet 1945 à Montevideo en Uruguay) est un joueur de football international uruguayen, qui évoluait au poste de défenseur, avant de devenir ensuite entraîneur.

## Biographie

### Carrière de joueur

#### Carrière en club
Jáuregui commence sa carrière en Uruguay, avec le club du River Plate Montevideo. Il joue ensuite en Argentine avec le CA River Plate. De retour dans son pays natal, il joue avec le Defensor Sporting Club. Il termine sa carrière au Chili, avec le Club de Deportes Cobreloa.
Il remporte un titre de champion d'Uruguay avec le Defensor Sporting Club et un titre de champion du Chili avec le Club de Deportes Cobreloa.

#### Carrière en équipe nationale
Avec l'équipe d'Uruguay, il joue 9 matchs, sans inscrire de but, entre le 31 mai 1972 et le 23 juin 1974.
Il est retenu par le sélectionneur Roberto Porta afin de participer à la Coupe du monde 1974 organisée en Allemagne. Lors du mondial, il joue trois matchs : contre les Pays-Bas, la Bulgarie, et enfin la Suède.

## Palmarès
| Defensor - Championnat d'Uruguay (1) : - Champion : 1976. |  | Cobreloa - Championnat du Chili (1) : - Champion : 1980. - Vice-champion : 1978 et 1979. |